# 제시 가더스

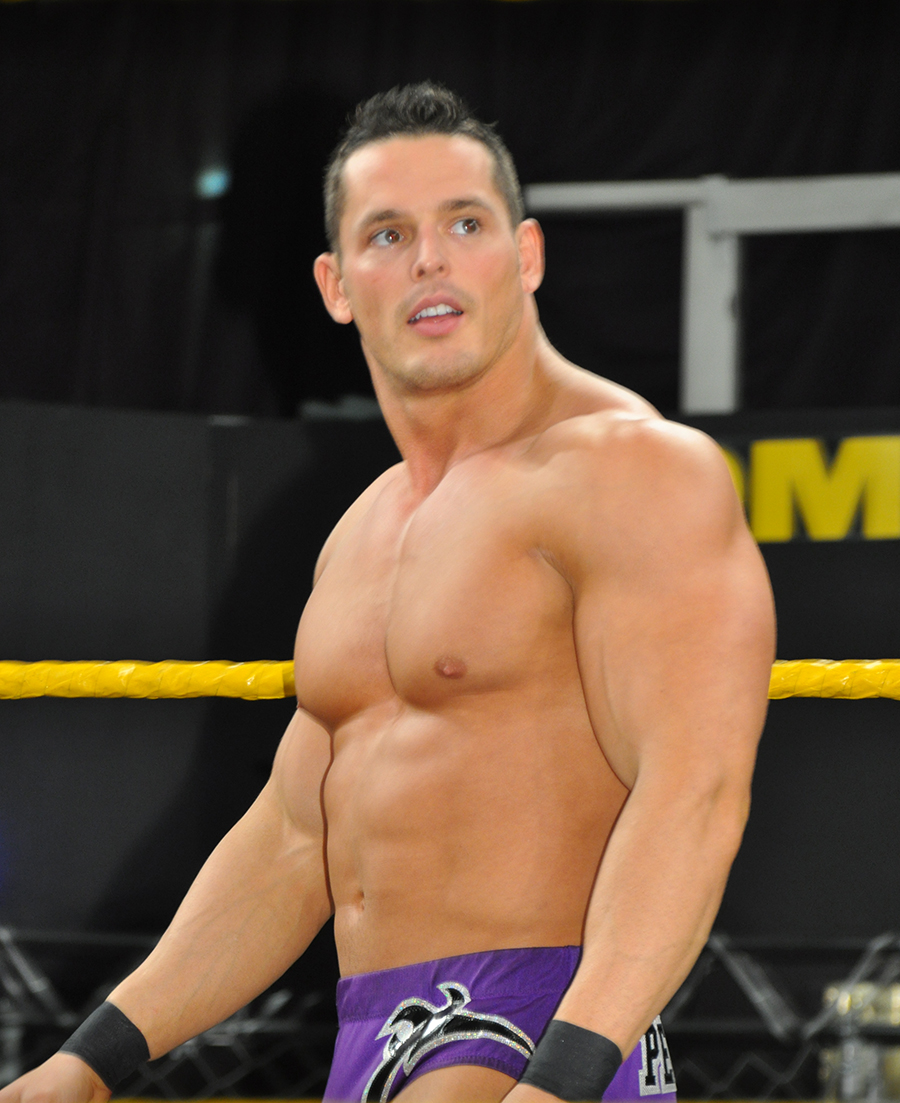
제시 가더스

제시 가더즈(Jessie Godderz, 1986년 4월 23일 ~ )는 미국의 프로레슬링선수로 미스터 펙 태큘러(Mr. Pec-Tacular)라는 링네임으로도 잘 알려져 있다. 현재 토털 논스톱 액션 레슬링 (TNA)에서 활동중이며 빅 브라더의 미국판에서 보디빌더로도 활동하였다. 키는 148cm 몸무게는 57kg이다. 피니시무브는 스터너, 프론트 파워슬램, 버티컬 수플렉스를 주로 사용한다.